# Spiraculum (gewervelden)

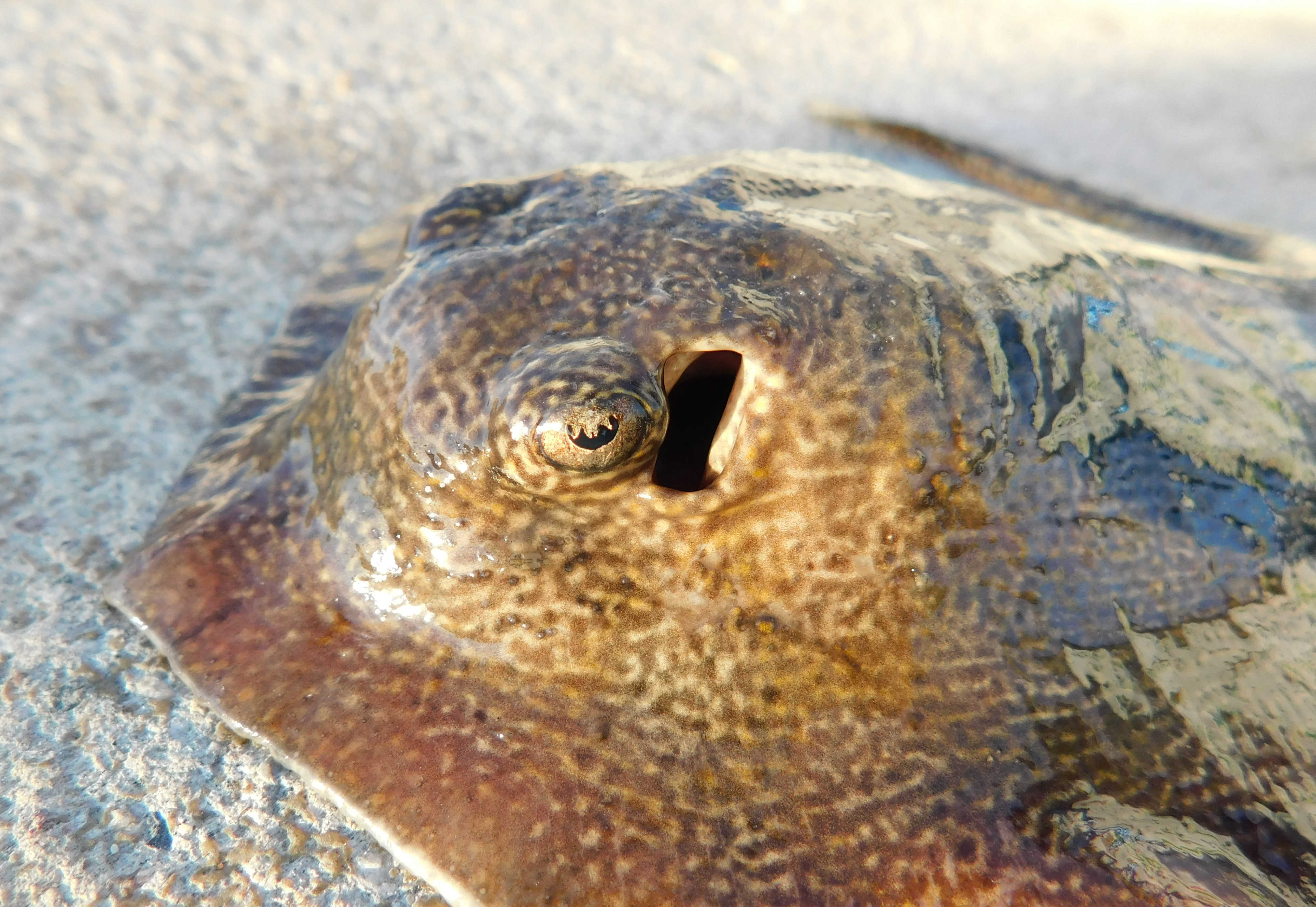
Spiraculum achter het ook van een ronde pijlstaartrog

Een spiraculum is een ademgat net achter het oog bij gewervelden, vooral vissen. Het is direct verbonden met de keelholte en onderdeel van het ademhalingsstelsel. Via het spiraculum wordt water aangezogen en langs de kieuwen geleidt, wat bij andere vissen via de mond gaat. Het is niet verwant met het spuitgat van walvisachtigen waar lucht en geen water passeert, al passeert bij vissen die gebruikmaken van longademhaling als Polypterus ook lucht door het spiraculum. Ook de stigmata van geleedpotigen worden wel spiraculum genoemd en hebben ook een ademhalingsfunctie, maar zijn niet homoloog.
Het is een adaptatie van de voorste kieuwopening. Waar kaakloze vissen nog zeven of meer kieuwopeningen hebben, kwam de voorste met de ontwikkeling van kaken bij vroege kaakdieren tussen de voorste kieuwboog die nu dienst deed als kaak en de tweede kieuwboog te zitten.
Met uitzondering van requiemhaaien, hamerhaaien en draakvissen hebben alle kraakbeenvissen (Chondrichthyes) een spiraculum, terwijl ze ook bij primitieve beenvisachtigen (Osteichthyes) als Coelacanthiformes, steurachtigen en kwastsnoeken aanwezig zijn.
De buis van Eustachius bij zoogdieren is homoloog, maar loopt vanuit de keelholte niet naar buiten, maar naar het middenoor.
Bij beenvisachtigen zijn de spiracula bedekt door kieuwdeksels en niet direct zichtbaar en vormde de tweede kieuwboog zich tot hyomandibulare. Bij reptielen, amfibieën en vogels draagt deze hyomandibulare als columella bij aan het gehoor. Bij zoogdieren is dit de stijgbeugel, onderdeel van de gehoorbeentjes.